# سانجدفاركوبا
سانجدفاركوبا هي قرية في منطقة دهرواد في ولاية كارناتاكا بالهند.